# OTs-22 Buk
OTs-22 Buk (tiếng Nga:ОЦ-22 Бук) là loại súng tiểu liên được thiết kế bởi TSKIB SOO (một phần của cục Konstruktorskoe Buro Priborostroeniya) vào nửa cuối những năm 1990. Loại súng này được thiết kế với các tiêu chí về kỹ thuật để phù hợp với yêu cầu của Bộ nội vụ Nga cho các lực lượng đặc nhiệm của mình. Đây là một trong các mẫu tiểu liên nhỏ nhất từng được thiết kế để có thể cất giấu một cách dễ dàng cũng như có hỏa lực mạnh từ tốc độ bắn cao. Loại súng này từng được trang bị cho các tổ lái xe cơ giới, các chỉ huy, cũng như các lực lượng đặc nhiệm của bộ nội vụ. Hiện tại thì loại súng này được dùng chủ yếu để xuất khẩu.

## Thiết kế
OTs-22 sử dụng cơ chế nạp đạn blowback sử dụng bolt bọc nòng để giảm chiều dài súng. Súng được làm bằng thép ép với cấu tạo dễ dàng để bảo trì. OTs-22 có thể gắn một bộ phận chống giật đầu nòng vốn ít khi được gắn trên các khẩu tiểu liên. Nút chọn chế độ bắn nằm phía sau tay cầm cò súng ở cả hai bên thân súng để có thể dễ dàng sử dụng bởi cả hai tay. Có một bộ phận an toàn bổ sung được gắn trong súng, nó sẽ tự động khóa an toàn để ngăn ngừa việc súng khai hỏa khi vô tình làm rớt, nút mở khóa an toàn này nằm ngay dưới vòng bảo vệ cò súng và nó chỉ mở khóa cò khi được nắm mạnh vào lúc cầm súng. OTs-22 sử dụng loại đạn 9x19mm 7N21, hộp đạn rời 20 đến 30 viên gắn vào trong tay cầm cò súng. Để tranh bị ăn mòn các bộ phận của súng được đánh bóng và phủ bằng một hợp chất chống rỉ.
Báng súng có thể gấp lại để tiết kiệm không gian và dễ dàng cất giấu. Do có lực giật thấp nên OTs-22 có thể bắn bằng một tay, ống hãm thanh cũng có thể gắn vào súng để phù hợp cho các nhiệm vụ cần đến sự im lặng. Hệ thống nhắm cơ bản của súng là điểm ruồi với tầm bắn hiệu quả là 100 m.